# Godianism
Godianism eller Chiism är en religion baserad på traditionell folktro som grundades i Nigeria 1948. Godianismen började som en rätt politisk rörelse men har utvecklats i en filosofisk och kulturell riktning. Godianismen gör anspråk på att kunna ena alla traditionella afrikanska religioner. Godianismen har nått en viss spridning i Västafrika.